# 阮文振
阮文振（越南语：／，1856年—？年），越南阮朝官員。

## 生平
阮文振是乂安省英山府南壇縣春湖社（今屬乂安省南壇縣南英社）人，嗣德九年（1856年）出生。成泰六年（1894年），阮文振參加乂安場鄉試，考中舉人，此前曾考中三科秀才。次年（1895年），阮文振會試中格，庭試考中副榜。後仕至廣義督學。